# Jabalpur
Jabalpur (hindî : जबलपुर) est une ville de l'État de Madhya Pradesh en Inde.

## Histoire
La mythologie décrit trois Asuras (esprits maléfiques) dans la région de Jabalpur, qui ont été vaincus par le dieu hindou Shiva. Tripurasura, le principal asura, a donné à la ville son nom puranique Tripur Tirth. La région de Tripuri correspond à l'ancien royaume Chedi de l'époque du Mahabharata, auquel appartient le roi Shishupala.
Des reliques d'Ashokan datant de 300 avant notre ère ont été trouvées à Rupnath, à 84 kilomètres au nord de la ville, indiquant la présence de l'Empire maurya (322 à 185 avant notre ère) dans la région. Lors de la chute de cet empire, Jabalpur est devenue une cité-État avant de passer sous la domination de la dynastie des Satavahana (230 avant notre ère à 220 de notre ère). Après leur règne, la région est gouvernée localement par les Bodhis et les Senas, puis devient un État vassal de l'Empire Gupta (320 à 550).
La région est conquise par la dynastie Kalachuri en 875 de notre ère. Le souverain kalachuri le plus connu est Yuvaraja-Deva I (r. 915-945), qui épousa Nohla Devi (une princesse de la dynastie Chalukya). L'un des ministres kalachuri, Golok Simha Kayastha, contribua à la fondation du temple de Chausath Yogini près de Bhedaghat. Ses descendants comprennent Bhoj Simha, qui fut un des dirigeants de cette région sous l'autorité du roi Gond Sangram Shah (1491-1543) ; Dewan Aadhar Singh Kayastha, qui fut le premier ministre de Rani Durgavati (r. 1550-1564), et Beohar Raghuvir Sinha, le dernier seigneur de Jabalpur qui régna jusqu'en 1947.
Jabalpur était un centre de pouvoir important sous le règne des rois Gond de Garha-Mandla. Le souverain de Garha-Mandla, Madan Shah, (1138-1157) a construit une tour de guet et un petit fort au sommet d'une colline à Madan Mahal, une zone de Jabalpur. Dans les années 1500, le roi des Gond, Sangram Shah, tenait le fort de Singorgarh. Rani Durgawati était une princesse de la dynastie Chandela, mariée à Dalpat Shah de la dynastie Gond. Consciente de l'importance de la conservation de l'eau, elle fit creuser plus de 85 étangs à Jabalpur, principalement à Ranital, Haathital, Madhatal et Hanumantal.
Le roi des Gond, Hriday Shah (1634-1668), déplace sa cour dans le fort de Mandla. Il sécurise les sources d'eau et construit des structures d'irrigation. Le royaume est envahi en 1742 par le premier ministre marathe, Balaji Baji Rao, et devient un État tributaire de l'Empire marathe,.
Les souverains marathas de Sagar annexent finalement le royaume affaibli de Garha en 1781. Vers 1798, le Peshwâ maratha donne la vallée de Nerbuddah aux rois Bhonsle de Nagpur, qui règnent sur la région jusqu'en 1818, date à laquelle la Compagnie britannique des Indes orientales s'en empare après la bataille de Sitabuldi. Sous la domination britannique, et entre autres dans les œuvres de Kipling, le nom de la ville est orthographié Jubbulpore.

## Géographie
Jabalpur, anciennement Jubbulpore, est une ville située sur les rives de la rivière Narmada dans l'État du Madhya Pradesh, en Inde. Selon le recensement de 2011, il s'agit alors de la troisième agglomération urbaine du Madhya Pradesh et de la 38e agglomération urbaine du pays. Jabalpur est un important centre administratif, industriel et commercial du Madhya Pradesh.